# Calciphilopteris ludens
Calciphilopteris ludens là một loài thực vật có mạch trong họ Pteridaceae. Loài này được (Wall. ex Hook.) Yesilyurt & H. Schneid. mô tả khoa học đầu tiên năm 2010.